# گرین هورنت (فیلم ۲۰۱۱)
گرین هورنت (به انگلیسی: The Green Hornet) عنوان فیلمی آمریکایی است با ژانر اکشن و کمدی که در تاریخ ۱۴ ژانویهٔ سال ۲۰۱۱ اکران شد. این فیلم براساس شخصیتی با همین نام که در آغاز در برنامه‌ای رادیویی در دههٔ ۱۹۳۰ میلادی و بعدتر در مجموعه‌های تلویزیونی، سریال فیلم‌ها، کتاب‌های مصور و سایر رسانه‌ها پدیدار می‌شد ساخته شده است.

## خلاصه داستان
«برت رید» (ست روگن) در ظاهر یک روزنامه‌نگار است اما گاهی نقاب به چهره می‌زند و به مبارزه با افراد شرور شهر می‌پردازد و مردم این ابرقهرمان را زنبور سبز می‌نامند. کارته کاری بنام «کاتو» (جی چو) نیز در این راه به او کمک می‌کند. از طرفی روزنامه‌نگار کنجکاوی بنام «لنور کیس» (کامرون دیاز) قصد دارد که …